# Acquedotto romano

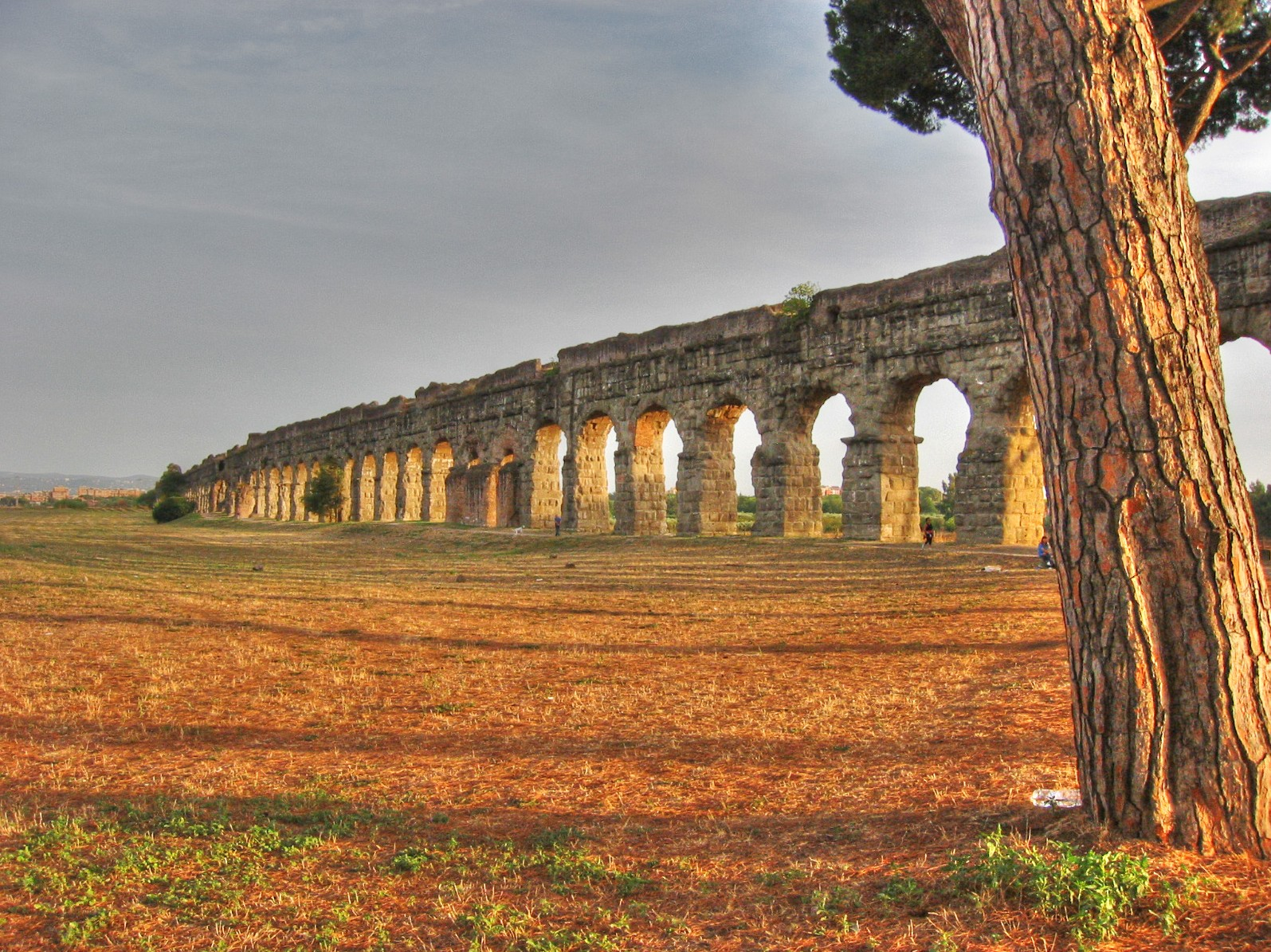
Scorcio del Parco degli Acquedotti a Roma, dove vi è una forte concentrazione di acquedotti romani.

I Romani hanno costruito numerosi acquedotti per far fluire acqua da sorgenti distanti nelle loro città, rifornendo terme, latrine, fontane e abitazioni private. Le acque di scarico venivano eliminate con complessi sistemi fognari e scaricate in pendenza verso il basso all'interno di condotti di pietra, mattoni o cemento. La maggior parte di questi erano sepolti nel terreno e ne seguivano i contorni; i picchi che ostruivano il passaggio venivano aggirati o, più raramente, forati con un tunnel. Dove c'erano valli o pianure il condotto era sostenuto da strutture con arcate, o il suo contenuto era immesso a pressione in tubi di piombo, ceramica o pietra, e sifonati. La maggior parte dei sistemi di acquedotto comprendeva vasche di sedimentazione, paratoie e serbatoi di distribuzione per regolare la fornitura secondo le necessità.
Il primo acquedotto di Roma fu Aqua Appia, costruito circa nel 312 a.C. e voluto da Appio Claudio Cieco, creatore anche della celebre Via Appia; l'Aqua Marcia, che nasce nell'Alta Valle dell'Aniene, fu il primo acquedotto a richiedere la costruzione degli archi (per nove chilometri). Il primo acquedotto di Roma riforniva una fontana situata nel mercato del bestiame della città. Nel III secolo d.C. la città aveva undici acquedotti, che riuscivano a sostenere una popolazione di oltre un milione di persone. 
La lunghezza totale delle condotte degli acquedotti che alimentavano la città di Roma è stimata tra i 790 e gli 800 km, di cui circa 47 erano sopra il livello del terreno, su strutture in muratura. La maggior parte delle acque riforniva i molti bagni pubblici dell'urbe. Città e province in tutto l'Impero romano emulavano questo modello e finanziavano acquedotti come oggetti di interesse pubblico e di orgoglio civico: «un lusso costoso ma necessario, a cui tutti potrebbero, e lo hanno fatto, aspirare».
La maggior parte degli acquedotti romani si sono dimostrati affidabili e duraturi, alcuni si sono mantenuti fino alla prima età moderna e alcuni sono ancora parzialmente in uso. I metodi di manutenzione e di costruzione degli acquedotti sono indicati da Vitruvio nel suo lavoro De architectura (I secolo a.C.). Frontino fornisce più dettagli nel suo De Aquaeducto Urbis Romae, un rapporto ufficiale sui problemi, usi e abusi della rete idrica pubblica della Roma imperiale. Esempi notevoli di architettura degli acquedotti comprendono i piloni di sostegno dell'acquedotto di Segovia e le cisterne alimentate dall'acquedotto di Costantinopoli.

## Contesto
(Dionigi di Alicarnasso, Antichità romane)
Prima dello sviluppo della tecnologia degli acquedotti, i Romani, come la maggior parte dei loro contemporanei nel mondo antico, si affidavano a fonti d'acqua locali come sorgenti e corsi d'acqua, integrate da falde idriche, da pozzi di proprietà pubblica o privata, e da acqua piovana stagionale raccolta dai tetti e conservata in vasi di stoccaggio e cisterne. La dipendenza delle comunità antiche da tali risorse idriche limitava il loro potenziale di crescita.
Gli acquedotti di Roma non sono state invenzioni strettamente romane, i loro ingegneri avevano familiarità con le tecnologie di gestione delle acque degli etruschi e greci ma hanno utilizzato queste conoscenze con notevole successo. Già con la prima età imperiale, gli acquedotti della città sostenevano una popolazione di oltre un milione di abitanti e fornivano un approvvigionamento idrico abbondante per i servizi pubblici, che erano diventati una parte fondamentale della vita romana.

### Acquedotti nella città di Roma

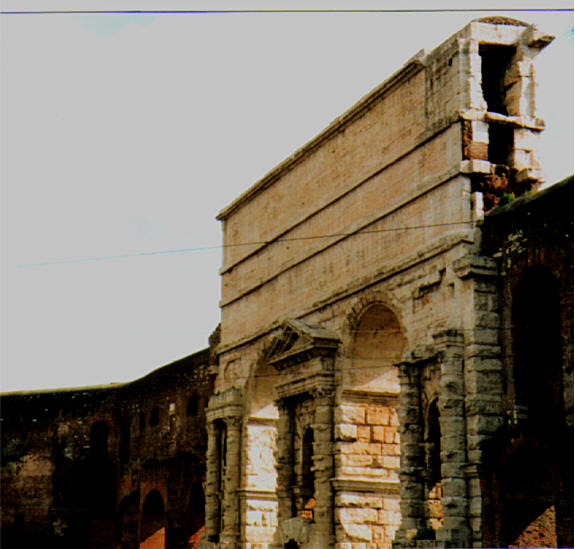
Porta Maggiore a Roma, formata da un arco dell'Acquedotto Claudio e dal più elevato acquedotto di Roma, l'Anio Novus.

Roma aveva diverse sorgenti dentro il cerchio delle mura, ma l'acqua delle falde era notoriamente sgradevole; l'acqua del fiume Tevere era gravemente inquinata e le malattie trasmesse dalla stessa erano frequenti. Le necessità di acqua della città avevano probabilmente di gran lunga superato le sue forniture locali dal 312 a.C., quando il primo acquedotto cittadino, denominato Aqua Appia, fu commissionato dal censore Appio Claudio Cieco. L'Aqua Appia è stato uno dei due grandi progetti pubblici del tempo, l'altro fu una strada strategica tra Roma e Capua, la prima tappa della via Appia Antica. Entrambi i progetti avevano un significativo valore strategico, giacché in quel momento la terza guerra sannitica era in corso da circa trent'anni. La strada perslivello di 10 metri durante il suo percorso e scaricava circa 75.500 metri cubi di acqua ogni giorno in una fontana al mercato del bestiame di Roma, il Foro Boario, uno degli spazi pubblici più in basso della città. Un secondo acquedotto, l'Anio, fu commissionato una quarantina di anni più tardi, finanziato dal bottino sequestrato a Pirro. La sua portata era più che doppia di quella dell'Aqua Appia, ed entrò in città su arcata, rifornendo di acqua le zone più elevate della città.
Nel 145 a.C., l'esigenza idrica della città aveva ancora una volta superato il totale delle sue forniture. Una commissione ufficiale trovò le condotte dell'acquedotto malridotte e impoverite da perdite e intercettazioni illegali. Il pretore Quinto Marcio Re le restaurò e introdusse una terza fonte, "più sana", l'Aqua Marcia, l'acquedotto più lungo di Roma e abbastanza alto per portare acqua al Campidoglio. Le opere costarono 180 000 000 sesterzi, e furono necessari due anni per completarle.
A causa della crescente richiesta di acqua, furono costruiti altri acquedotti; la Aqua Tepula nel 127 a.C. e Aqua Iulia nel 33 a.C. I programmi di costruzione di acquedotti ebbero un'impennata nel periodo imperiale. Il principato di Augusto vide la costruzione dell'Aqua Virgo, e la breve Aqua Alsietina che alimentava il lago artificiale di Trastevere con acqua per la messa in scena di naumachie per il divertimento della popolazione. Un altro acquedotto di periodo augusteo, l'Aqua Augusta, integrò l'Aqua Marcia con acqua di "eccellente qualità". Svetonio racconta un episodio curioso di questo imperatore:
(Svetonio, Augustus, 42.)
L'imperatore Caligola iniziò la costruzione di altri due acquedotti, completati dal suo successore Claudio: l'Aqua Claudia, di 69 km, che aveva acqua di buona qualità ma che si guastò in diverse occasioni, e l'Anio Novus, il più alto di tutti gli acquedotti di Roma e uno dei più affidabili, ma incline a fornire acque fangose scolorite, soprattutto dopo la pioggia, nonostante l'uso di vasche di decantazione.
La maggior parte del rifornimento di acqua di Roma attingeva a varie sorgenti nella valle e tra le alture intorno all'Aniene, a est del Tevere. Un complesso sistema di collegamenti tra acquedotti, immissioni e vasche di distribuzione rifornivano ogni parte della città.
Trastevere, la regio a ovest del Tevere, era prima di tutto servita da prolungamenti di molti degli acquedotti orientali della città, effettuata attraverso il fiume da tubi di piombo sepolti nel piano stradale dei ponti sul fiume, formando così un sifone invertito. Ogni volta che questa rifornimento attraverso il fiume doveva essere chiuso per lavori di riparazione e manutenzione di routine, le acque "positivamente non salutari" dell'Aqua Alsietina erano utilizzati per alimentare le fontane pubbliche di Trastevere.
La situazione fu finalmente migliorata quando l'imperatore Traiano costruì l'Aqua Traiana in 109 d.C., portando acqua pura direttamente a Trastevere da falde intorno al lago di Bracciano. Alla fine del III secolo d.C. la città riceveva acqua da 11 acquedotti.

### Acquedotti nell'Impero romano
Centinaia di acquedotti simili furono costruiti in tutto l'impero, anche se i sistemi non erano così ampi come quello che riforniva Roma.
Molti sono crollati o sono stati distrutti, ma rimangono diverse parti intatte. Due interessanti acquedotti che sopravvivono sono il Ponte del Gard in Francia e l'acquedotto di Segovia in Spagna.

## Da che cosa erano costituiti gli acquedotti romani?

### Sorgenti e misurazioni
Le sorgenti erano di gran lunga le più comuni fonti di acqua degli acquedotti; la maggior parte del rifornimento d'acqua di Roma proveniva da varie sorgenti della valle dell'Aniene e dagli altopiani circostanti. L'acqua della sorgente era immessa in una prima struttura di pietra o di cemento in quota e poi entrava nel condotto dell'acquedotto.
Se l'acqua era portata da una certa distanza, il territorio in cui doveva essere situato l'acquedotto doveva essere ispezionato per assicurare che l'acqua potesse scorrere con un gradiente accettabile per l'intera distanza. Sorgenti sparse richiedevano diversi condotti che alimentavano un canale principale. Alcuni sistemi attingevano acqua da riserve appositamente costruite tramite dighe, come le due (ancora in uso) che rifornivano di acqua la città provinciale di Emerita Augusta, l'attuale Mérida.
Nell'ottavo libro del De Architectura, Vitruvio descrive la necessità di garantire un'alimentazione continua, i metodi di prospezione, e i test per verificare potabilità dell'acqua. Diversi strumenti erano utilizzati per tracciare il percorso degli acquedotti nel territorio. I livelli orizzontali erano verificati usando un chorobates, una struttura lignea con una livella ad acqua. Percorsi e angoli potevano essere tracciati e verificati usando una groma, un semplice apparato che fu in seguito sostituito da una più sofisticato, la dioptra, un precursore del moderno teodolite.

### Problemi di salute
L'associazione tra le acque stagnanti e le malattie legate all'acqua era ben nota. Medici greci e romani conoscevano gli effetti negativi del piombo sulla salute di chi lo estraeva e lo lavorava, e per questo motivo, tubi di ceramica erano preferiti rispetto a quelli di piombo. Dove erano utilizzati tubi di piombo, il continuo flusso d'acqua e l'inevitabile deposito di minerali che venivano dall'acqua all'interno dei tubi riduceva la contaminazione dell'acqua da parte del piombo solubile.

### Condotte e gradienti

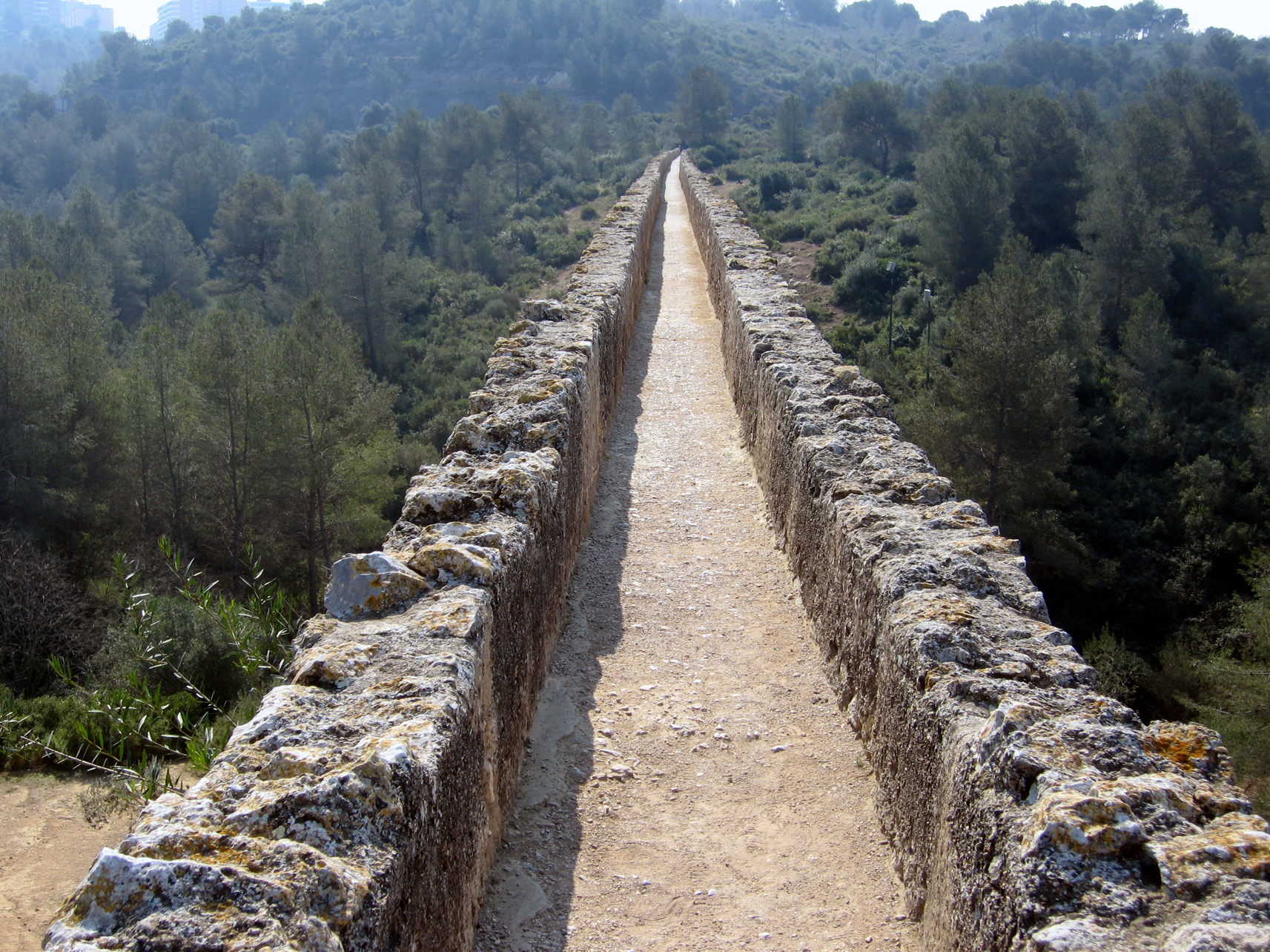
La condotta del Pont de les Ferreres a Tarragona.

La maggior parte degli acquedotti romani aveva il fondo piatto, e condotte con sezioni ad arco che correvano a ca. 0,5 – 1 m sotto il livello di calpestio, con chiusini per l'accesso e l'ispezione a intervalli regolari. Le condotte sopra il livello del terreno erano chiusi sopra con lastre. I primi acquedotti all'aperto erano costruiti a bugnato ma verso la fine del periodo repubblicano fu usato spesso, al suo posto, il calcestruzzo rivestito da mattoni. Il calcestruzzo che usavano per il condotto vero e proprio era normalmente impermeabile. Il volume di acqua dipendeva dall'idrologia della captazione - pioggia, assorbimento e deflusso - dalla sezione del condotto, e la sua pendenza; la maggior parte era pieno per circa due terzi. La sezione trasversale della condotta era anche determinata da esigenze di manutenzione; gli addetti devono essere in grado di entrare e accedere a tutto il complesso, con il minimo disturbo per la sua struttura. Vitruvio raccomanda un basso gradiente di non meno di 1 su 4800 per il canale (pari a 20,8 cm per km), presumibilmente per evitare danni alla struttura. Questo valore concorda bene con i gradienti misurati negli acquedotti in muratura sopravvissuti. Il gradiente del Ponte del Gard è solo 34 cm per km (3,4:10.000), scendendo di soli 17 m in verticale in tutta la sua lunghezza di 50 km: era in grado di trasportare fino a 20.000 metri cubi di acqua al giorno. I gradienti di acquedotti temporanei, usati nelle miniere idrauliche potevano essere considerevolmente maggiori, come alle miniere auree di Dolaucothi, nel Galles (con gradiente massimo di ca. 1:700) e a quelle di Las Médulas, nella Spagna settentrionale. Dove gradienti marcati erano inevitabili in acquedotti permanenti, il canale poteva avere dei passaggi verso il basso, o essere ampliato o scaricare in una cisterna di ricezione per disperdere il flusso di acqua e ridurre la pressione.
La lunghezza totale delle condotte degli acquedotti che alimentavano la città di Roma è stimata tra i 790 e gli 800 km, di cui circa 47 erano sopra il livello del terreno, su strutture in muratura. Rifornivano circa 1 milione di metri cubi al giorno: una capacità pari al 126% dell'attuale rifornimento di acqua della città di Bangalore, che ha una popolazione di 6 milioni. Il più lungo sistema di acquedotti romano era quello di Costantinopoli (Mango 1995). "Il sistema conosciuto è almeno due volte e mezzo i più lunghi acquedotti romani a Cartagine e Colonia, ma, forse più significativamente, rappresenta una delle più importanti realizzazioni di rilievo di una società pre-industriale. Quello che forse è il secondo, l'acquedotto di Zaghouan che è lungo 92,5 km. Fu costruito nel II secolo per rifornire Cartagine, partendo da Zaghouan.

### Archie sifoni

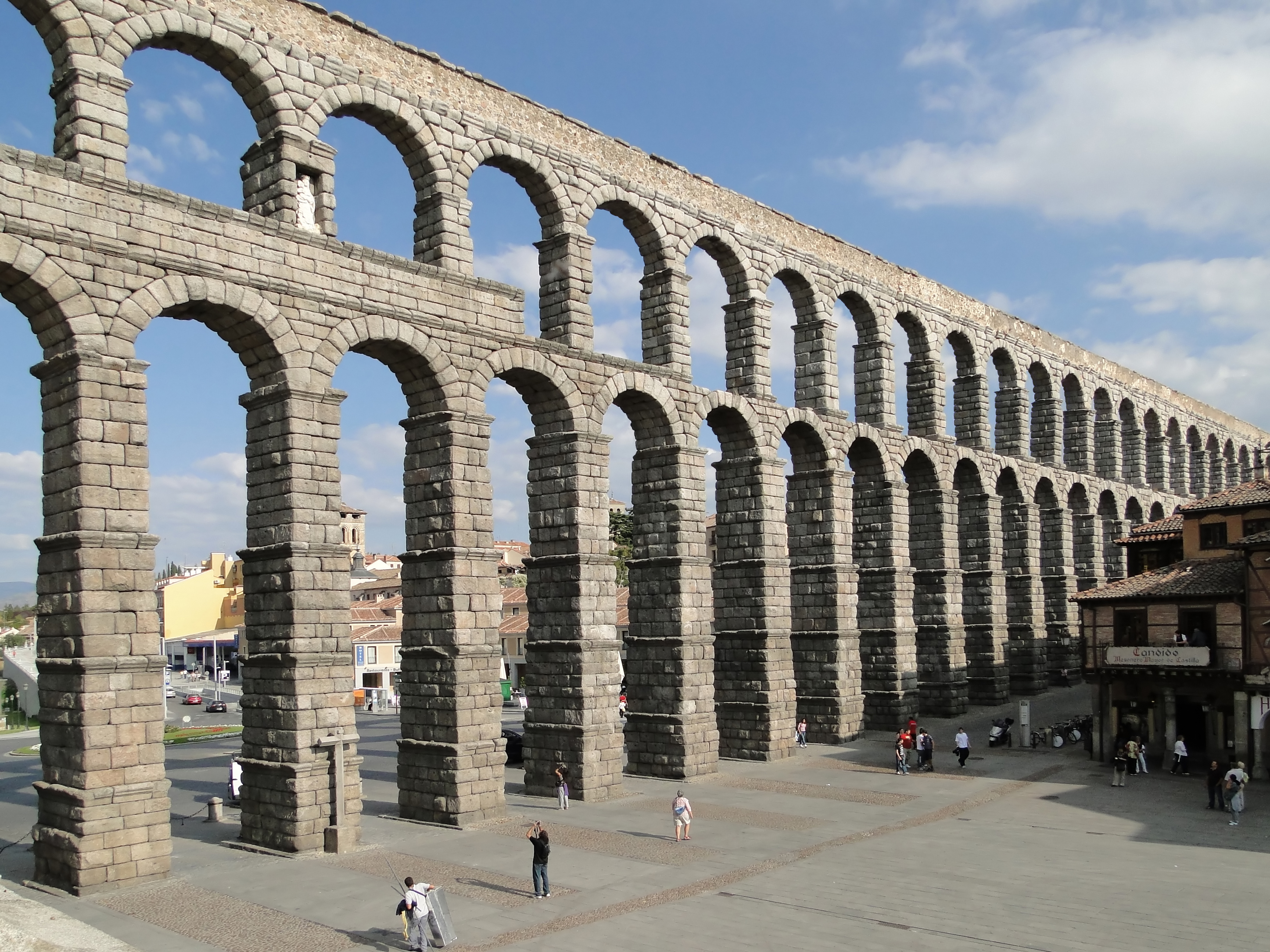
Gli archi di un'alzata dell'acquedotto di Segovia, nell'attuale Spagna.

I condotti potevano essere sostenuti attraverso le valli o conche da archi in muratura, mattoni o cemento. Il Ponte del Gard, uno dei più imponenti esempi superstiti di una conduttura in massiccia muratura a più livelli di archi, serviva anche da ponte stradale. Dove dovevano essere attraversate depressioni particolarmente profonde o lunghe, poteva invece essere utilizzato un sifone rovescio; qui, il condotto termina in un serbatoio che alimenta l'acqua in tubi. Questi attraversano la valle a un livello più basso, sostenuti da un ponte "venter", e risalgono a un altro serbatoio a una quota leggermente più bassa che poi scarica in un altro condotto; in questo modo il gradiente complessivo viene rispettato. Le tubazioni dei sifone erano solitamente fatte di piombo saldato, a volte rinforzato da rivestimenti in calcestruzzo o da manicotti di pietra. Meno spesso, i tubi stessi erano in pietra o ceramica, articolati come maschio-femmina e sigillati con il piombo.
Vitruvio descrive la costruzione di sifoni e dei problemi di blocco, blow-out e aerazione ai loro livelli più bassi, dove le pressioni erano più grandi. Ciò nonostante, i sifoni erano versatili ed efficaci se ben costruiti e ben mantenuti. Una sezione orizzontale di una tubazione a sifone ad alta pressione nell'acquedotto del Gier, che serviva Lugdunum, era adagiata su un ponte per superare un fiume navigabile, con nove tubi di piombo in parallelo, con un rivestimento in calcestruzzo. Gli ingegneri idraulici moderni usano tecniche simili per far superare depressioni a fognature e in generale a tubazioni di acqua.

### Ispezione, manutenzione e regolazione

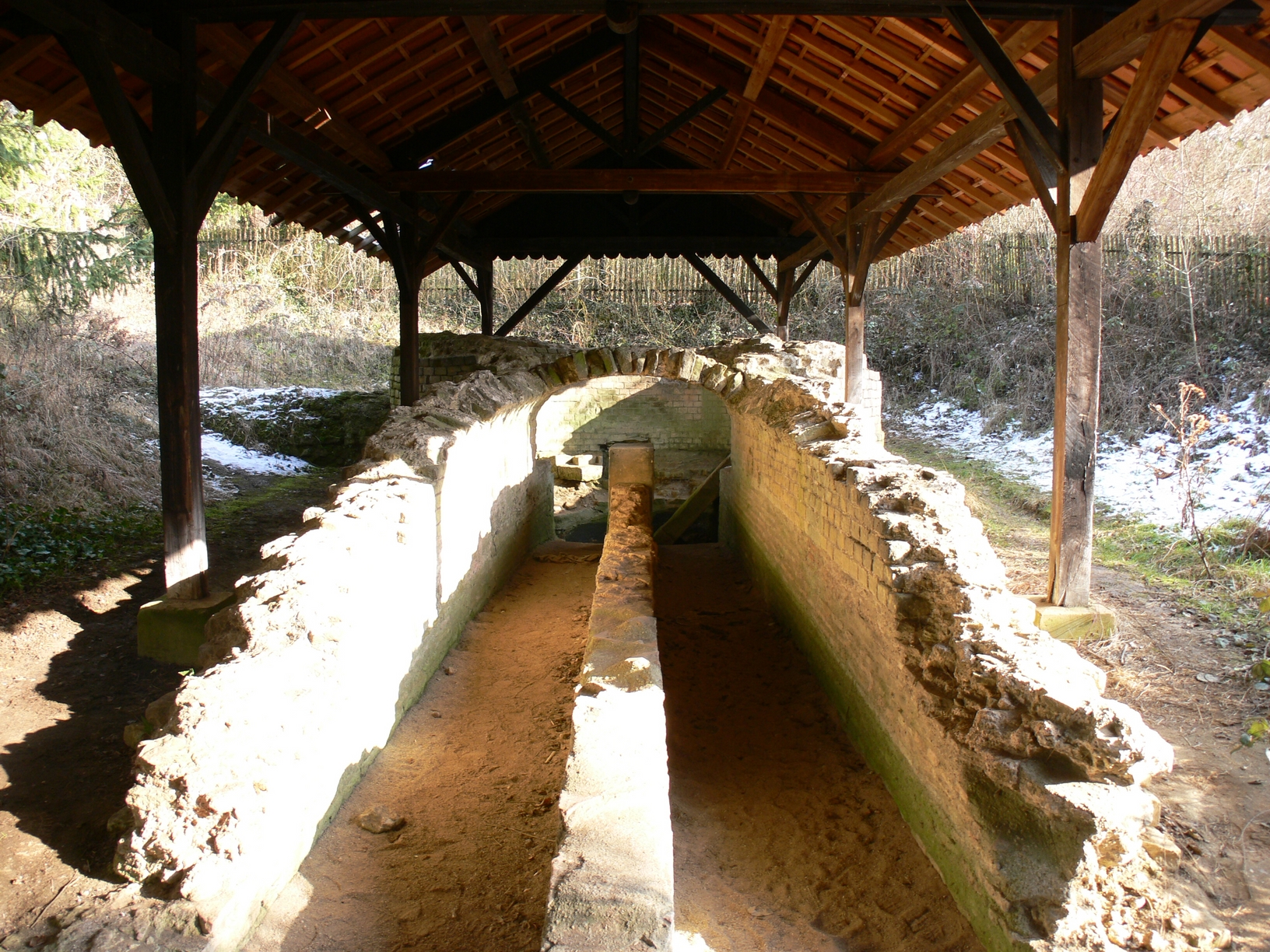
Bacino di captazione dell'acquedotto di Metz, in Francia. La copertura a botte protegge due canali; uno dei due può essere chiuso per eseguire delle riparazioni senza interrompere completamente la fornitura

Gli acquedotti romani richiedevano un sistema completo di regolare manutenzione, per riparare i danni accidentali, per pulire i condotti dalla sabbia e da altri detriti, e per rimuovere le concrezioni del carbonato di calcio che ostruiscono i canali in sistemi alimentati da acqua dura. Punti di accesso e ispezione erano previsti a intervalli regolari sui normali condotti interrati. Sifoni che utilizzavano fonti con acqua dura presentavano particolari problemi di manutenzione, a causa del diametro ridotto dei loro tubi, ma tubi di piombo, ceramica e pietra, erano realizzati in tratti piuttosto brevi, per cui le sezioni danneggiate o bloccate potevano essere sostituite o pulite. Alcuni presentano aperture sigillate che potrebbero essere state utilizzate come punti di scarico, possibilmente utilizzando un dispositivo tipo scovolo. Si sa poco dell'attività lavorativa giornaliera delle squadre di manutenzione degli acquedotti. La loro era probabilmente una routine impegnativa e senza fine, con emergenze occasionali. La chiusura completa di un acquedotto per la manutenzione deve essere stato un evento raro, per il più breve tempo possibile, e le riparazioni erano preferibilmente effettuate quando la domanda d'acqua era più bassa, che era presumibilmente di notte.
C'era probabilmente una qualche forma di registro delle licenze onerose per utenti privati, e del diametro del tubo che portava l'acqua dalla rete pubblica alla loro proprietà privata - più ampio il diametro, maggiore il flusso e maggiore il costo. Manomissioni e frodi per evitare o ridurre il pagamento erano diffuse; i metodi comprendevano l'installazione di prese senza licenza, di ulteriori prese, e l'ampliamento illegale dei tubi di piombo; ognuno di questi poteva comportare la corruzione o la connivenza di funzionari o lavoratori dell'acquedotto senza scrupoli. I tubi ufficiali di piombo (fistulae aquariae) avevano un'iscrizione con le informazioni sul produttore del tubo, la sua forma, e probabilmente il suo sottoscrittore e il loro diritto. La maggior parte dei romani urbani, che non erano in grado di permettersi una fornitura privata legale, prendevano la loro acqua da fontane pubbliche.

## Usi

### Domestici e civici
Il primo acquedotto di Roma terminava a bassissima pressione e ad una velocità più o meno costante nel Foro Boario il principale mercato di bovini-della città, probabilmente in un basso livello, con una serie in cascata di bacini e abbeveratoi; quello in alto per le persone, l'inferiore per abbeverare il bestiame. La maggior parte dei Romani riempiva secchi e contenitori nei bacini e portava l'acqua per i loro appartamenti; i più ricchi inviavano i loro schiavi per svolgere lo stesso compito. La quota della captazione dell'acqua era troppo bassa per offrire una qualsiasi utenza domestica o per la costruzione di una fornitura diretta; l'eccesso era scaricato nella fognatura principale di Roma, e da lì nel Tevere. In questo periodo a Roma non esistevano ancora terme pubbliche. Le prime furono costruite probabilmente nel secolo successivo, basandosi sui precedenti esempi che provenivano dalla vicina Campania; un numero limitato di bagni privati e piccoli bagni pubblici, agli angoli delle strade, poté avere un approvvigionamento di acqua privata, ma una volta che l'acqua dell'acquedotto fu portata alle quote più alte della città, bagni pubblici grandi e ben arredati poterono essere collocati in tutta la città, e fu possibile distribuire acqua potabile ad alta pressione nelle fontane pubbliche. Bagni pubblici e fontane divennero tratti distintivi della civiltà romana, e le terme, in particolare, divennero importanti centri sociali.

### Industriali

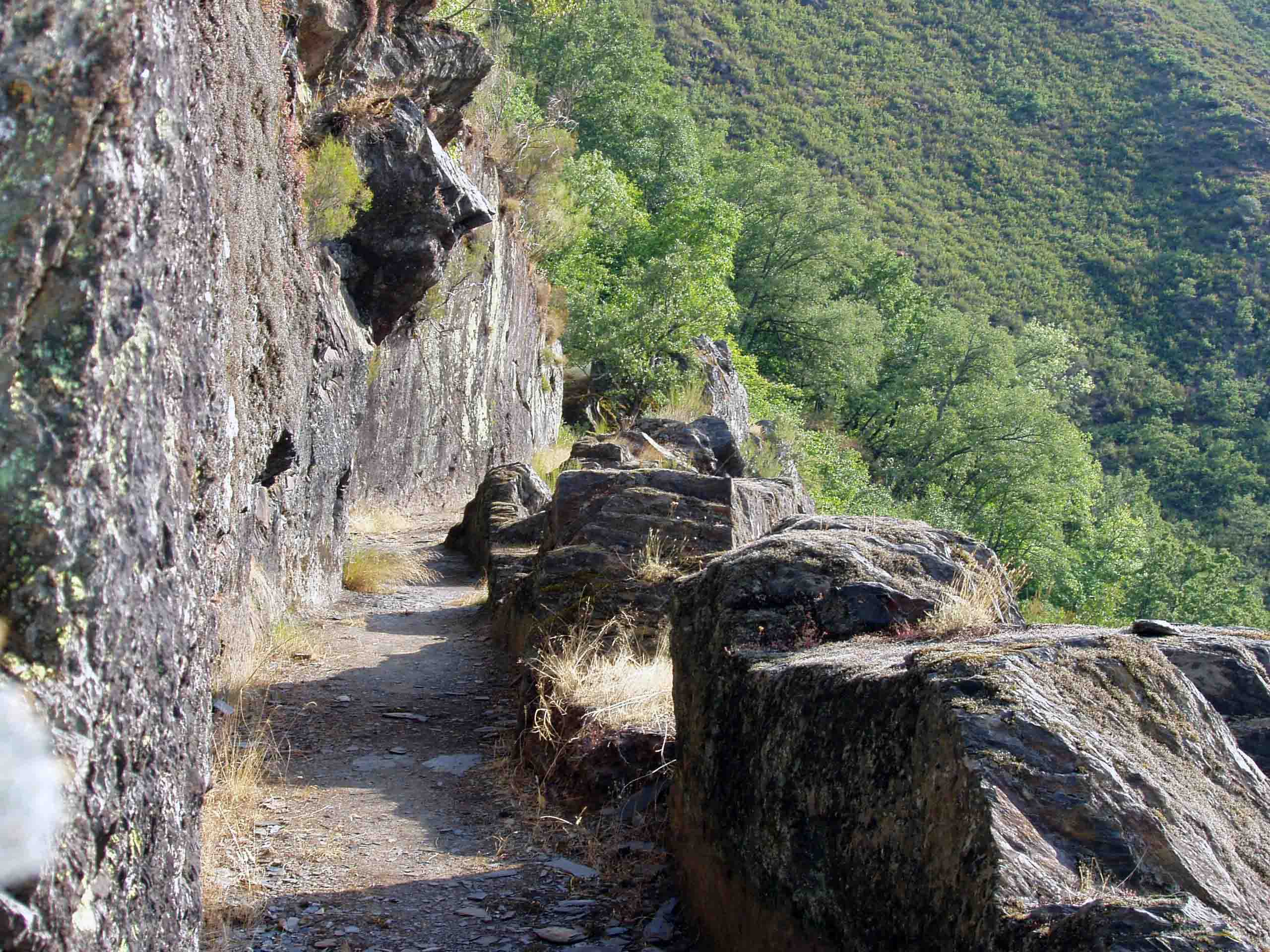
Acquedotto tagliato nella roccia che alimenta di acqua le miniere di Las Médulas

Alcuni acquedotti rifornivano acqua a siti industriali, di solito tramite un canale aperto scavato nel terreno, rivestito con argilla o legno per ridurre la perdita di acqua. La maggior parte di questi erano progettati per funzionare con le pendenze successive che potevano fornire gli elevati volumi di acqua necessaria nelle operazioni minerarie. L'acqua era utilizzata nelle miniere idrauliche per togliere il terreno superficiale ed esporre il minerale con un dilavamento, per fratturare e lavare via il minerale metallifero già riscaldato e indebolito con le alte temperature, e per muovere le ruote mosse ad acqua che azionavano i magli che frantumavano il minerale per la successiva lavorazione. Evidenze di questo tipo di canale e attrezzi sono state trovate a Dolaucothi nel Galles sud-occidentale.
Siti minerari come Dolaucothi e Las Médulas nel nord-ovest della Spagna mostrano più acquedotti che alimentavano l'acqua da fiumi locali alla testata della miniera. I canali possono essersi deteriorati rapidamente o essere diventati sovrabbondanti con l'esaurimento della vena più vicina. Las Médulas mostra almeno sette tali canali, e Dolaucothi almeno cinque. A Dolaucothi, i minatori di solito tenevano serbatoi, cisterne e paratoie per controllare il flusso, così come altre tecniche per deviare la fornitura idrica. Il palinsesto di tali canali permette di dedurre la successione delle miniere. 

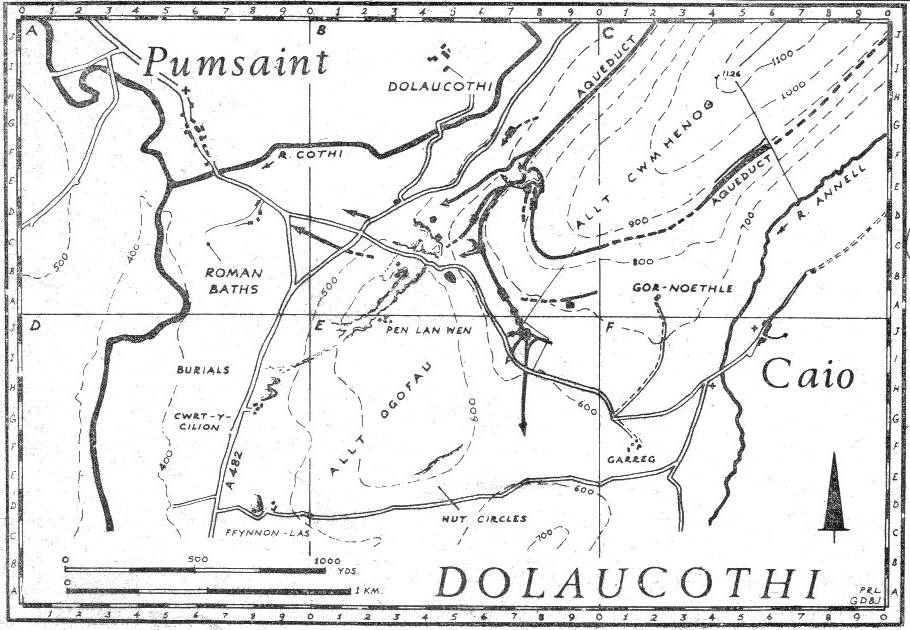
Mappa delle miniera d'oro a Dolaucothi, che mostra gli acquedotti

Un certo numero di altri siti alimentati da diversi acquedotti non sono ancora stati completamente esplorati o scavati, come ad esempio quelli di Longovicium, vicino a Lanchester, a sud del Vallo di Adriano, in cui le forniture di acqua possono essere state usate per alimentare i magli mobili per la forgiatura del ferro.
A Barbegal nella Gallia romana, un serbatoio alimentava un acquedotto che portava una serie a cascata di 15 o 16 mulini ad acqua, che servivano a macinare la farina per la regione di Arles. Disposizioni simili, anche se su scala minore, sono stati trovati a Caesarea, Venafrum e nell'Atene romana. A Roma l'Aqua Traiana metteva in funzione un mulino per la farina al Gianicolo, a ovest del Tevere. Un mulino nel seminterrato dei Terme di Caracalla era mosso dal surplus dell'acquedotto; era solo uno dei tanti mulini della città mosso dall'acqua di un acquedotto, con o senza il permesso ufficiale. Una legge del V secolo proibì l'uso illecito di acqua di acquedotto per i mulini.

## Declino

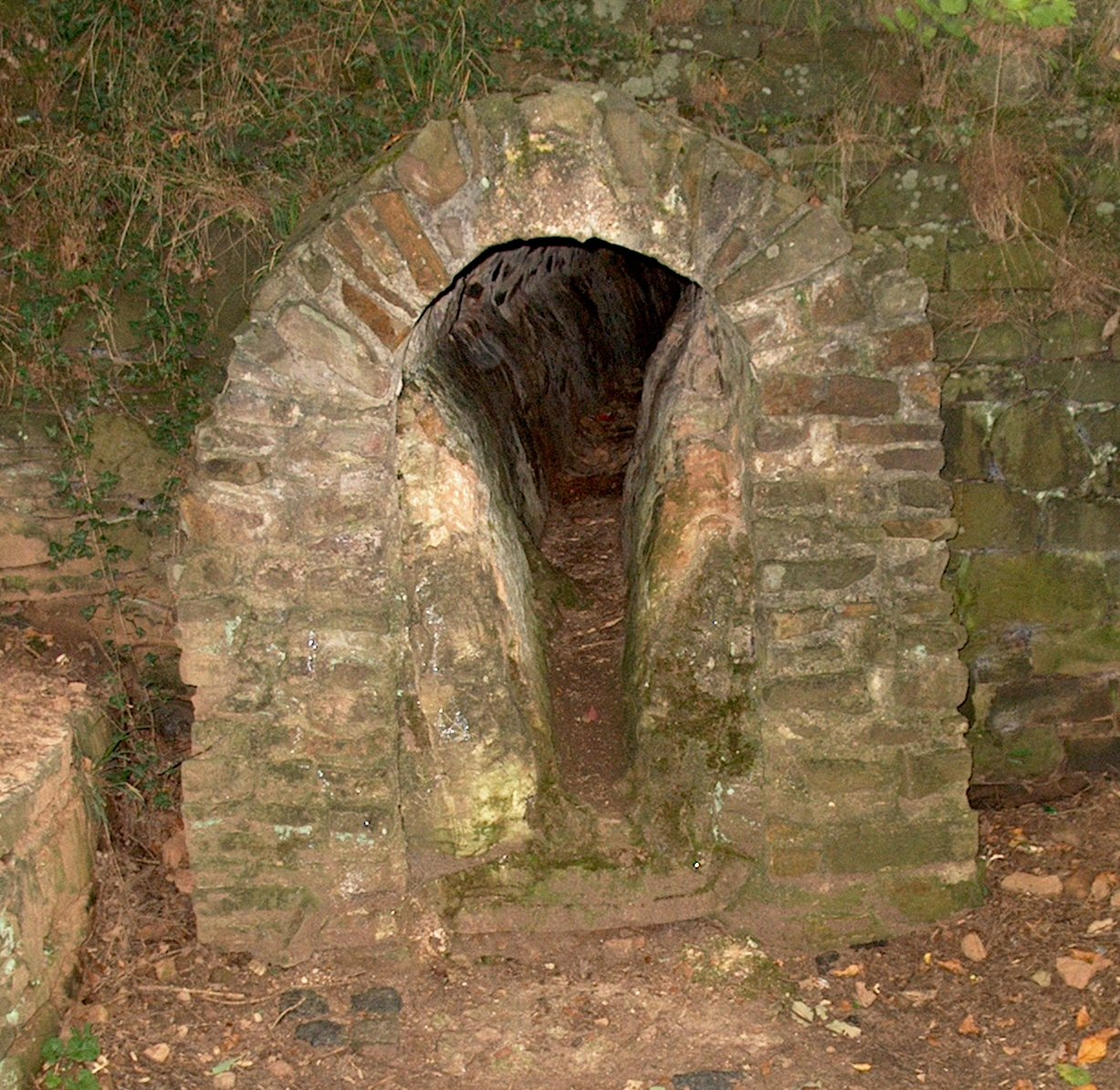
Parte dell'acquedotto Eifel, in Germania, costruito nell'80 d.C. Il suo canale è stato ristretto dalle concrezioni di carbonato di calcio, accumulatesi a causa della mancata manutenzione.

Con la caduta dell'Impero romano d'Occidente, alcuni acquedotti furono deliberatamente tagliati dai nemici, ma molti di più caddero in disuso per mancanza di una manutenzione organizzata. Il loro danneggiamento ebbe un impatto sulla popolazione delle città; Roma scese dal suo massimo di oltre 1 milione di abitanti in epoca imperiale a 30.000 nel medioevo. Le osservazioni fatte dal viaggiatore spagnolo Pedro Tafur, che visitò Roma nel 1436, rivelano incomprensioni della natura stessa degli acquedotti romani:

Nel mezzo di questa città passa un fiume, che i Romani portarono lì con grandissimo lavoro e misero al centro di quella, e questo è il Tevere; loro fecero un nuovo letto per il fiume, si dice che fosse di piombo, e entrate e uscite da una parte e dall'altra della città, entrambe per abbeverare i cavalli, come anche per prendere l'acqua e fare gli altri servizi convenienti per il popolo; e chiunque entrasse in qualsiasi altro posto sarebbe annegato
Durante il Rinascimento, i resti ancora in piedi degli enormi acquedotti in muratura della città ispirarono architetti, ingegneri e i loro protettori; papa Niccolò V nel 1453 restaurò a Roma il canale principale dell'Aqua Virgo. Molti acquedotti dell'impero romano ebbero buoni restauri. Nel XV secolo, il ripristino dell'acquedotto di Segovia in Spagna mostra anticipazioni sul Ponte del Gard con l'uso di un minor numero di archi di maggior altezza, e quindi una maggior economia nell'uso delle materie prime. La capacità di costruire non fu persa, specialmente dei canali più piccoli, più modesti, impiegati per fornire energia a qualche ruota idraulica. La maggior parte di tali mulini in Gran Bretagna sono stati sviluppati nel periodo medievale per la produzione di pane e utilizzati metodi simili a quelli sviluppati dai Romani, captando l'acqua da fiumi e corsi locali.